# Oscar Cárdenas (judoka)
Oscar Cárdenas (La Habana, 11 de agosto de 1982) es un deportista cubano que compitió en judo. Ganó una medalla en los Juegos Panamericanos de 2007, y dos medallas en el Campeonato Panamericano de Judo en los años 2007 y 2008.

## Palmarés internacional
| Juegos Panamericanos    | Juegos Panamericanos    | Juegos Panamericanos | Juegos Panamericanos |
| Año                     | Lugar                   | Medalla              | Categoría            |
| ----------------------- | ----------------------- | -------------------- | -------------------- |
| 2007                    | Río de Janeiro (Brasil) | Medalla de bronce    | –81 kg               |
| Campeonato Panamericano |                         |                      |                      |
| Año                     | Lugar                   | Medalla              | Categoría            |
| 2007                    | Montreal (Canadá)       | Medalla de oro       | –81 kg               |
| 2008                    | Miami (Estados Unidos)  | Medalla de bronce    | –81 kg               |